# Oenosandra boisduvalii
Espèce
Oenosandra boisduvalii est une espèce de lépidoptères (papillons) appartenant à la famille des Oenosandridae.

## Répartition
On le trouve en Australie y compris en Tasmanie.

## Description
Il a une envergure d'environ 50 mm.

## Biologie
Sa chenille se nourrit sur les Eucalyptus.